# Long Island (ö i Bermuda, St. George's)
Long Island är en ö i Bermuda (Storbritannien).   Den ligger i parishen St. George's, i den nordöstra delen av landet, 13 km nordost om huvudstaden Hamilton.